# 경희대학교 자연사박물관
경희대학교 자연사박물관은 경희대학교에서 설립하고 운영하는 박물관이다. 1978년 6월 13일에 개관하였으며,총 6개층에 암석과 광물, 포유류, 조류, 곤충, 어류, 식물 전시실이 있으며. 자연 자료와 표본 약 7만여 점을 소장하고 있다. 각 분야별로는 암석·광물 표본 1,200여 점, 조류와 포유류 표본 5천여 점, 곤충 표본 5만여 점, 식물 표본 1만 4천여 점 등이 있다.
조류 표본이나 곤충 표본은 경희대학교에 재직하는 원병오, 윤무부, 신유항 교수 등의 연구 자료를 중심으로 하고 있으며, 이 중 조류의 경우에는 한국에서 볼 수 있는 대부분의 조류가 소장되어 있다. 대한민국 최초의 어류학자인 정문기의 어류표본 또한 수장되어 있다.
박물관의 중요 전시물로는 한국에서 마지막으로 보고된 수컷 황새와 여우, 크낙새, 북한에서 기증받은 멧닭 등이 있다.

## 관람
월요일부터 금일까지 오전 10시부터 오후 5시까지 개방한다. (휴관일 : 개교기념(5.18),국경일, 토,일) 입장료: 무료

## 같이 보기
- 대한민국의 박물관과 미술관 목록
- 경희대학교